# Tisovec
Tisovec (în germană Theißholz / Theisscholz, în maghiară Tiszolc) este un oraș din Slovacia. Localitatea se află la altitudinea de 411 m deasupra n.m., se întinde pe o suprafață de 123,426 km2 și în 2017 număra 4168 de locuitori.

## Istoric
Localitatea Tisovec este atestată documentar din 1334.

## Demografie
| An:                | 1994 | 2004   | 2014   | 2024    |
| ------------------ | ---- | ------ | ------ | ------- |
| Număr de persoane: | 4280 | 4116   | 4223   | 3587    |
| Diferență:         |      | −3,83% | +2,59% | −15,06% |

| An:                | 2023 | 2024   |
| ------------------ | ---- | ------ |
| Număr de persoane: | 3632 | 3587   |
| Diferență:         |      | −1,23% |